# Che-fej
Che-fej (čínsky pchin-jinem Héféi, znaky 合肥) je městská prefektura v Čínské lidové republice, správní středisko provincie An-chuej. Nachází se 130 km západně od Nankingu. Žije zde 9,4 milionů obyvatel.

## Doprava
Hlavním chefejským letištěm je mezinárodní letiště Che-fej Sin-čchiao, které leží přibližně 30 kilometrů severozápadně od centra v okrese Fej-si a které bylo dokončeno v roce 2013 a do značné míry nahradilo starší letiště Che-fej Luo-kang sloužící od sedmdesátých let dvacátého století.
V Che-feji se kříží několik vysokorychlostních tratí: Z východu na západ vede přes Che-fej vysokorychlostní trať Šanghaj – Wu-chan – Čcheng-tu, respektive její úseky Nanking – Che-fej a Che-fej – Wu-chan, na sever vede vysokorychlostní trať Che-fej – Peng-pu a na jih vysokorychlostní trať Che-fej – Fu-čou.
Pro dopravu po městě samotném slouží zejména chefejské metro, jehož jediná linka 1 vede v severojižním směru, má délku bezmála 25 kilometrů, 23 stanic a byla otevřena v roce 2016. Ve výstavbě je linka 2.

## Administrativní členění
Městská prefektura Che-fej se člení na devět celků okresní úrovně, čtyři městské obvody, jeden městský okres a čtyři okresy. Vlastní městské jádro je tvořeno obvody Jao-chaj, Lu-jang, Šu-šan a Pao-che; obklopené je okresy Čchang-feng, Fej-tung, Fej-si a Lu-ťiang. Městský okres Čchao-chu tvoří satelitní město na východě prefektury.
| jezero · Čchao Jao-chaj Lu-jang Šu-šan Pao-che městský okres · Čchao-chu okres · Čchang-feng okres · Fej-tung okres · Fej-si okres · Lu-ťiang |        |                       |                       |                    |                                  |
| Název | Název  | Počet obyvatel (2010) | Počet obyvatel (2020) | Rozloha km² (2020) | Hustota zalidnění (obyv. na km²) |
| český přepis | znaky  | Počet obyvatel (2010) | Počet obyvatel (2020) | Rozloha km² (2020) | Hustota zalidnění (obyv. na km²) |
| Městské obvody |        |                       |                       |                    |                                  |
| Jao-chaj | 瑶海区 | 902 830               | 1 328 507             | 246                | 5 402                            |
| Lu-jang | 庐阳区 | 609 239               | 697 293               | 134                | 5 214                            |
| Šu-šan | 蜀山区 | 1 136 186             | 1 874 930             | 673                | 2 784                            |
| Pao-che | 包河区 | 817 686               | 1 217 469             | 295                | 4 127                            |
| Městský okres |        |                       |                       |                    |                                  |
| Čchao-chu | 巢湖市 | 780 711               | 727 162               | 2 073              | 351                              |
| Okresy |        |                       |                       |                    |                                  |
| Čchang-feng | 长丰县 | 629 535               | 783 982               | 1 835              | 427                              |
| Fej-tung | 肥东县 | 861 960               | 884 792               | 2 171              | 471                              |
| Fej-si | 肥西县 | 745 030               | 967 508               | 1697               | 570                              |
| Lu-ťiang | 庐江县 | 973 850               | 888 238               | 2 350              | 378                              |
| |        |                       |                       |                    |                                  |
| Celkem | Celkem | 7 457 027             | 9 369 881             | 11 473             | 817                              |

## Partnerská města
- Kurume, Japonsko (od 20. května 1980)
- Freetown, Sierra Leone (20. března 1984)
- Bujumbura, Burundi (7. července 1986)
- Columbus, USA (17. listopadu 1988)
- Aalborg, Dánsko (22. dubna 1989)
- Lleida, Španělsko (4. dubna 1998)
- Wondžu, Jižní Korea (20. června 2002)
- Darebin, Austrálie (29. října 2003)
- Belfast, Severní Irsko (26. prosince 2003)